# Leyla Aliyeva
Leyla Aliyeva (em azeri:  Leyla İlham qızı Əliyeva, nascida em 3 de julho de 1985) é uma figura pública azerbaijana, editora-chefe da revista Baku, vice-presidente da Fundação Heydar Aliyev, Coordenadora Geral do Diálogo Intercultural do Fórum da Juventude da Organização para a Cooperação Islâmica  e Embaixadora da Boa Vontade da Organização das Nações Unidas para Alimentação e Agricultura (FAO). Ela é membro da dinastia Aliyev governante no Azerbaijão, sendo filha do presidente Ilham Aliyev e da primeira-dama e vice-presidente Mehriban Aliyeva, e neta do ex-presidente Heydar Aliyev.

## Carreira
Leyla, tal como outros membros das famílias Aliyev e Paşayev, é proprietária da Pasha Holding, uma holding que controla os principais bancos, empresas de construção, companhias de seguros, empresas de viagens e uma operadora de telefonia móvel do país.
Aliyeva é vice-presidente da Fundação Heydar Aliyev, uma instituição de caridade dirigida pela família governante Aliyev no Azerbaijão. Ela é editora-chefe da revista de estilo Baku, lançada em 2011.
Aliyeva esteve envolvida em esforços para promover o Azerbaijão na Rússia. O governo do Azerbaijão concedeu-lhe vários prêmios. Ela também recebeu vários prêmios de instituições russas.
Foi a produtora executiva do filme Ali and Nino de 2016, baseado no romance homônimo de um escritor azerbaijano.

## Escândalos
Ela é membro da família Aliyev, que governa o Azerbaijão. Esteve envolvida em escândalos envolvendo o patrimônio da família, já que ela e seus familiares têm riquezas escondidas em elaboradas redes de empresas offshore. Os documentos mostraram que Leyla e sua irmã Arzu Aliyeva controlavam duas empresas anteriormente ocultadas incorporadas nas Ilhas Virgens Britânicas – Kingsview Developments Limited e Exaltation Limited. Os documentos também mostram que ela é proprietária das empresas offshore LaBelleza Holdings Limited e Harvard Management Limited.
Em 2005, o regime de Ilham Aliyev concedeu licença a uma nova operadora móvel, a Azerfon, para entrar no mercado do Azerbaijão. Em 2011, reportagens investigativas revelaram que Leyla Aliyeva e sua irmã Arzu detinham 72% da operadora através de três empresas offshore panamenhas.
Em 2006, Ilham Aliyev concedeu direitos mineiros de seis campos de ouro no valor de milhares de milhões de dólares a um consórcio de quatro empresas detidas pelas suas filhas através de empresas offshore. O contrato não seguiu os procedimentos normais de licitação, a identidade dos proprietários do consórcio era desconhecida e o consórcio não tinha histórico de mineração. Ao longo de vários anos, o consórcio não obteve lucros, uma vez que a estrutura de propriedade secreta inibiu a capacidade das empresas de vender no mercado mundial. O consórcio tentou, sem sucesso, vender-se a um comprador privado. Em 2016, seu pai, Ilham Aliyev, ordenou que a estatal Azergold (formada em 2015) comprasse o consórcio de quatro empresas. Como parte do acordo secreto, a filha receberia 70% de todos os lucros futuros da mineração, enquanto o estado receberia apenas os 30% restantes.

## Vida pessoal
De 2006 a 2015, Aliyeva foi casada com Emin Agalarov, filho do bilionário russo Aras Agalarov. Aliyeva é mãe de três filhos: Ali, Mikail e Amina.